# Vlag van Hollandscheveld

Vlag van Hollandscheveld

De vlag van Hollandscheveld is de dorpsvlag van het Nederlandse dorp Hollandscheveld, in de Drentse gemeente Hoogeveen. De vlag is geregistreerd op 6 april 1995 door het Vlaggen Documentatie Centrum in Amsterdam. De kleuren blauw en geel verwijzen naar het water en het, na de vervening, volop aanwezige zand in het dorp. De zwarte schop is een stilistisch symbool van de turfschop die als windveer prijkt bovenop de toren van de hervormde kerk. De dorpsvlag is ontworpen door Bert Duinkerken.
Anloo
· Annen
· Annerveenschekanaal
· Dalen
· De Groeve
· Een
· Eext
· Eexterveen
· Eexterveenschekanaal
· Elim
· Gasselternijveen
· Gasteren
· Gieten
· Gieterveen
· Grolloo
· Hollandscheveld
· Nieuw-Weerdinge
· Noordscheschut
· Schoonoord
· Tiendeveen
· Uffelte
· Wapse
· Witteveen
· Yde-De Punt
· Zorgvlied